# Martti Haavio
P. Mustapää, de son vrai nom Martti Henrikki Haavio (né le 22 janvier 1899 à Temmes et mort le 4 février 1973 à Helsinki), est un chercheur en mythologie finnoise et écrivain finlandais,. 

## Biographie
Au début de sa carrière Martti Haavio est membre des porteurs de flambeau.
Il est aussi membre actif de la Société académique de Carélie, qu'il quitte en 1932 avec d'autres membres centristes car la majorité de l'AKS refuse de condamner la rébellion de Mäntsälä.
Martti Haavio est partisan du Parti du centre. 
Par la suite il est professeur de recherche en poésie populaire à l'université d'Helsinki.
Il épouse Elsa Enäjärvi-Haavio avec qui il a cinq enfants.
Il publie ses poèmes sous le pseudonyme P. Mustapää, qu'il choisit en référence à la maison des têtes noires du centre historique de Tallinn.
En 1960, il épouse en deuxième noce la poétesse finlandaise Aale Tynni qui publiera après sa mort en 1973 avec l'aide de Katariina Eskola sa correspondance et ses notes dans un recueil posthume.

## Œuvres

### Recherches en religions et études folkloriques
- (fi) Suomalaisen muinaisrunouden maailma, Porvoo, WSOY, 1935.
- (fi) Suomalaiset kodinhaltiat, Porvoo, WSOY, 1942.
- (fi) Viimeiset runonlaulajat, Porvoo, WSOY, 1985, 362 p. (ISBN 951-0-12753-1).
- (fi) Piispa Henrik ja Lalli : Piispa Henrikin surmavirren historiaa, Porvoo, WSOY, 1948.
- (fi) Väinämöinen : Suomalaisten runojen keskushahmo, Porvoo, WSOY, 1950.
- (fi) Kirjokansi : Suomen kansan kertomarunoutta, Porvoo, WSOY, 1952.
- (fi) Kansanrunojen maailmanselitys, Helsinki Porvoo, WSOY, 1955.
- (fi) Karjalan jumalat : Uskontotieteellinen tutkimus, Porvoo, WSOY, 1959.
- (fi) Kuolematonten lehdot : Sämpsöi Pellervoisen arvoitus, Porvoo, WSOY, 1961.
- (fi) Bjarmien vallan kukoistus ja tuho : Historiaa ja runoutta (trad. Aale Tynni), Porvoo Helsinki, WSOY, 1965.
- (fi) Suomalainen mytologia, Porvoo Helsinki, WSOY, 1967.
- (fi) Esseitä kansanrunoudesta, 1959 dans (fi) Lauri Honko, Essais folkloriques par Martti Haavio, Helsinki, Studia Fennica 8. Suomalaisen Kirjallisuuden Seura 564, 1992 (ISBN 951-717-703-8).

### Poésie
- (fi) Kaarina Vaher, Katri Vala, Onni Halla, Yrjö Jylhä, Arvi Kivimaa, Olavi Lauri (Olavi Paavolainen), Johan Edvard Leppäkoski, P. Mustapää ,Ilmari Pimiä, Nuoret runoilijat (anthologie), WSOY, 1924.
- (fi) Laulu ihanista silmistä, 1925.
- (fi) Laulu vaakalinnusta, 1927.
- (fi) Jäähyväiset Arkadialle, 1945.
- (fi) Koiruoho, ruusunkukka, 1947.
- (fi) Linnustaja, 1952.
- (fi) Tuuli Airistolta. Runoja, Porvoo Helsinki, WSOY, 1969.
- (fi) Kootut runot, Porvoo Helsinki, WSOY, 1969, chap. 3 (« lisätty painos »).
- (fi) Iloinen lorukirja, 1984.

### Autobiographie
- (fi) Me marssimme Aunuksen teitä, 1969.
- (fi) Nuoruusvuodet, 1972.

## Prix
- Prix Topelius, 1956.
- Académicien, 1956.
- prix Aleksis Kivi, 1954.
- Prix national de littérature, 1928.